# تاكويا كوياما
تاكويا كوياما (باليابانية: 小山 拓哉) (20 أبريل 1997 في طوكيو في اليابان – )؛ هو لاعب كرة قدم ياباني سابق كان يلعب كمدافع.

## وصلات خارجية
- تاكويا كوياما على موقع رابطة كرة القدم اليابانية للمحترفين (اليابانية)